# Plectrocnemia abraracourcix
Plectrocnemia abraracourcix là một loài Trichoptera trong họ Polycentropodidae. Chúng phân bố ở miền Cổ bắc.